# Maryna Wassileuskaja
Maryna Witaleuna Wassileuskaja (belarussisch Марына Віталеўна Васілеўская; * 14. September 1990 in Minsk) ist die erste belarussische Kosmonautin.

## Leben
Ab 2002 war sie Profitänzerin, seit 2017 Flugbegleiterin und Ausbilderin bei Belavia Belarusian Airlines, bevor sie im Juli 2023 mit dem Training im Juri-Gagarin-Kosmonautentrainingszentrum im „Sternenstädtchen“ bei Moskau begann.
Wassileuskaja nahm an der Mission Sojus MS-25 teil, welche am 23. März 2024 vom Weltraumbahnhof Baikonur in Kasachstan zur Internationalen Raumstation (ISS) startete. Weitere Besatzungsmitglieder des Flugs waren der Russe Oleg Nowizki und die US-Amerikanerin Tracy Dyson.
Während ihres zweiwöchigen Aufenthalts auf der ISS führte Wassileuskaja wissenschaftliche Experimente durch und machte Spektralaufnahmen der Erdoberfläche. Am 6. April 2024 kehrte sie mit Nowizki und der US-Astronautin Loral O’Hara in dem Raumschiff Sojus MS-24 zur Erde zurück.

## Auszeichnungen
- Held von Belarus (2024)[5]
- Gagarin-Orden (2024)[6]